# Peaj
Peaj (substantiv de genul neutru) sau taxă de trecere reprezintă o taxă care trebuie plătită pentru a beneficia de dreptul de a traversa un pasaj sau pentru a folosi o lucrare de artă inginerească (autostradă, cale ferată, cale fluvială, pod, tunel etc.). Peajul poate fi aplicat persoanelor, vehiculelor sau mărfurilor transportate. În limbajul curent, termenul desemnează, de asemenea, postul de peaj, stația de taxare (sau bariera de peaj) unde este percepută această taxă.

## Etimologie
Cuvântul românesc peaj provine de la cuvântul din limba franceză péage. Acesta, la rândul său, provine cuvântul din limba latina vulgară pedaticum, în traducere „drept de a pune piciorul”, derivat de la  substantivul latinesc pes, pedis (picior). La origine, prin urmare, termenul implica pietonul. Ulterior termenul francez și-a extins semnificația, însemnând „drept de trecere plătită”.